# Lista siturilor arheologice din județul Teleorman - C
Lista siturilor arheologice din județul Teleorman - C conține toate siturile arheologice din județul Teleorman înscrise în Repertoriul Arheologic Național (RAN) și aflate în localități al căror nume începe cu litera C. RAN este administrat de Ministerul Culturii și Patrimoniului Național și cuprinde date științifice, cartografice, topografice, imagini și planuri, precum și orice alte informații privitoare la zonele cu potențial arheologic, studiate sau nu, încă existente sau dispărute.
Puteți căuta un sit din localitățile care încep cu litera C folosind formularul de mai jos sau puteți naviga prin toate siturile din județ la Lista siturilor arheologice din județul Teleorman.
| Cod RAN                                   | Denumire | Localitate                                  | Adresă            | Datare                                   | Descoperit | Coordonate                                    | Imagine           | Erori            |
| ----------------------------------------- | --- | ------------------------------------------- | ----------------- | ---------------------------------------- | ---------- | --------------------------------------------- | ----------------- | ---------------- |
| 151718.02.01 (Cod LMI: TR-I-s-A-14195)    | Rezervația paleontologică de la Ciuperceni - "La vii" / ansamblu anonim (Categorie: locuire civilă) (Tip: Așezare)    | sat Ciuperceni, comuna Ciuperceni           | La vii            | Gumelnița                                |            |                                               | Încărcați imagine | Raportați eroare |
| 151718.02.02 (Cod LMI: TR-I-m-A-14195.01) | Rezervația paleontologică de la Ciuperceni - "La vii" / ansamblu anonim (Categorie: locuire civilă) (Tip: rezervație) | sat Ciuperceni, comuna Ciuperceni           | La vii            |                                          |            |                                               | Încărcați imagine | Raportați eroare |
| 151718.02.03 (Cod LMI: TR-I-m-A-14195.02) | Rezervația paleontologică de la Ciuperceni - "La vii" / ansamblu anonim (Categorie: locuire civilă) (Tip: Așezare)    | sat Ciuperceni, comuna Ciuperceni           | La vii            | aurignacian                              |            |                                               | Încărcați imagine | Raportați eroare |
| 152387.01.01                              | Situl arheologic de la Copăceanca - "Cotu lui Pantilie" / ansamblu anonim (Categorie: locuire civilă) (Tip: Așezare)  | sat Copăceanca, comuna Călinești            | Cotu lui Pantilie | Ipotești - Cândești sec.VI               |            | 44°09′00″N 25°13′00″E / 44.15°N 25.21667°E    | Încărcați imagine | Raportați eroare |
| 152387.01.01                              | Situl arheologic de la Copăceanca - "Cotu lui Pantilie" / complex L. 3 (Categorie: locuire civilă) (Tip: locuință)    | sat Copăceanca, comuna Călinești            | Cotu lui Pantilie | Ipotești - Cândești sec. VI              |            | 44°09′00″N 25°13′00″E / 44.15°N 25.21667°E    | Încărcați imagine | Raportați eroare |
| 152387.01.01                              | Situl arheologic de la Copăceanca - "Cotu lui Pantilie" / complex L. 4 (Categorie: locuire civilă) (Tip: locuință)    | sat Copăceanca, comuna Călinești            | Cotu lui Pantilie | Ipotești - Cândești sec. VI              |            | 44°09′00″N 25°13′00″E / 44.15°N 25.21667°E    | Încărcați imagine | Raportați eroare |
| 152387.01.02                              | Situl arheologic de la Copăceanca - "Cotu lui Pantilie" / ansamblu anonim (Categorie: locuire civilă) (Tip: Așezare)  | sat Copăceanca, comuna Călinești            | Cotu lui Pantilie | Sântana de Mureș - Cerneahov sec. III-VI |            | 44°09′00″N 25°13′00″E / 44.15°N 25.21667°E    | Încărcați imagine | Raportați eroare |
| 151718.01.01                              | Situl paleolitic de la Ciuperceni - "La tir" / ansamblu anonim (Categorie: locuire) (Tip: Sit)                        | sat Ciuperceni, comuna Ciuperceni           | La Tir            |                                          |            |                                               | Încărcați imagine | Raportați eroare |
| 151718.01.02                              | Situl paleolitic de la Ciuperceni - "La tir" / ansamblu anonim (Categorie: locuire) (Tip: Sit)                        | sat Ciuperceni, comuna Ciuperceni           | La Tir            |                                          |            |                                               | Încărcați imagine | Raportați eroare |
| 152369.01.01 (Cod LMI: TR-I-s-B-14191)    | Așezarea Latene de la Călinești - "Grădina lui Avram" / ansamblu anonim (Categorie: locuire civilă) (Tip: Așezare)    | sat Călinești, comuna Călinești             | Grădina lui Avram | geto-dacică sec. II-I a.Ch               |            |                                               | Încărcați imagine | Raportați eroare |
| 153357.01.01 (Cod LMI: TR-I-s-B-14193)    | Așezarea Latene de la Cernetu / ansamblu anonim (Categorie: locuire civilă) (Tip: Așezare)                            | sat Cernetu, comuna Mârzănești              |                   | geto-dacică                              |            |                                               | Încărcați imagine | Raportați eroare |
| 152537.01.01 (Cod LMI: TR-I-s-B-14194)    | Tell-ul Gumelnița de la Ciolăneștii din Deal - "Măgura Țui" / ansamblu anonim (Categorie: locuire civilă) (Tip: Tell) | sat Ciolăneștii din Deal, comuna Ciolănești | Măgura Țui        | Gumelnița                                |            | 44°19′07″N 25°05′04″E / 44.31861°N 25.08445°E | Încărcați imagine | Raportați eroare |
| 154889.01.01                              | Tell-ul neolitic de la Coșoteni - "Măgura din pădure" / ansamblu anonim (Categorie: locuire civilă) (Tip: Tell)       | sat Coșoteni, comuna Vedea                  | Măgura din Pădure |                                          |            |                                               | Încărcați imagine | Raportați eroare |
| 152369.02.01 (Cod LMI: TR-I-s-B-14192)    | Tell-ul de la Călinești - "Măgura Zamfirei" / ansamblu anonim (Categorie: locuire civilă) (Tip: Tell)                 | sat Călinești, comuna Călinești             | Măgura Zamfirei   |                                          |            | 44°04′23″N 25°13′13″E / 44.07306°N 25.22028°E | Încărcați imagine | Raportați eroare |